# Alien Hominid
Alien Hominid è un videogioco sparatutto a scorrimento sviluppato e pubblicato da The Behemoth nel 2002 per Adobe Flash e successivamente convertito per molti altri sistemi, pubblicato da Zoo Digital Publishing e altri editori.
Fu seguito dalla versione rimasterizzata Alien Hominid HD (una del 2007 per Xbox 360 e una del 2023 per vari sistemi) e dal seguito Alien Hominid: Invasion (2023).

## Modalità di gioco
Alien Hominid è un gioco di genere run 'n' gun le cui meccaniche ricordano quelle di Metal Slug e Contra in quanto è sufficiente un solo colpo per morire e dove è possibile condividere la partita con un altro giocatore. In Alien Hominid il giocatore impersona un alieno che deve annientare orde di agenti segreti intenti a fermarlo, servendosi di una pistola laser e di un numero limitato di granate; l'alieno è anche in grado di effettuare una serie di attacchi ravvicinati (può annientare i nemici con un coltello, divorare le loro teste in modo da spaventare così quelli nelle immediate vicinanze, rendendoli temporaneamente incapaci di attaccare, e trascinarli sotto terra). Il personaggio è anche in grado di effettuare delle rotolate per schivare i proiettili nemici e pilotare dei veicoli.
In ciascuno dei sedici livelli del gioco sono presenti dei power-up che consentono al giocatore di potenziare i proiettili, aumentare il numero di granate a disposizione e disporre di una barriera che scompare quando si viene colpiti. Se si completano determinati obiettivi, vengono sbloccati dei berretti da usare per personalizzare l'alieno.
Oltre al gioco principale, Alien Hominid presenta dei minigiochi e diverse modalità per multigiocatore.

## Sviluppo
Originariamente pubblicato nel 2002 su Newgrounds come videogioco per browser, Alien Hominid venne riedito su altre piattaforme negli anni seguenti. Ne uscì una riedizione con grafica migliorata intitolata Alien Hominid HD.

## Accoglienza
Il gioco è stato accolto positivamente. In una recensione di Alien Hominid HD del sito Multiplayer.it risalente al 2007, viene apprezzata la scelta delle musiche e gli effetti sonori, l'estetica generale del gioco che «ricorda molto i cartoni animati ironici e dissacranti che vanno di moda in questi ultimi anni». Per contro, il gioco viene ritenuto eccessivamente difficile e si critica l'impossibilità di giocare in modalità multigiocatore online. Il gioco venne nominato al premio "Funniest Game" di GameSpot, che venne però conferito a Grand Theft Auto: San Andreas.